# 사가촌 (야마구치현)
사가촌(佐賀村)은 야마구치현 구마게군에 설치된 촌이다. 